# Harm Dallmeyer

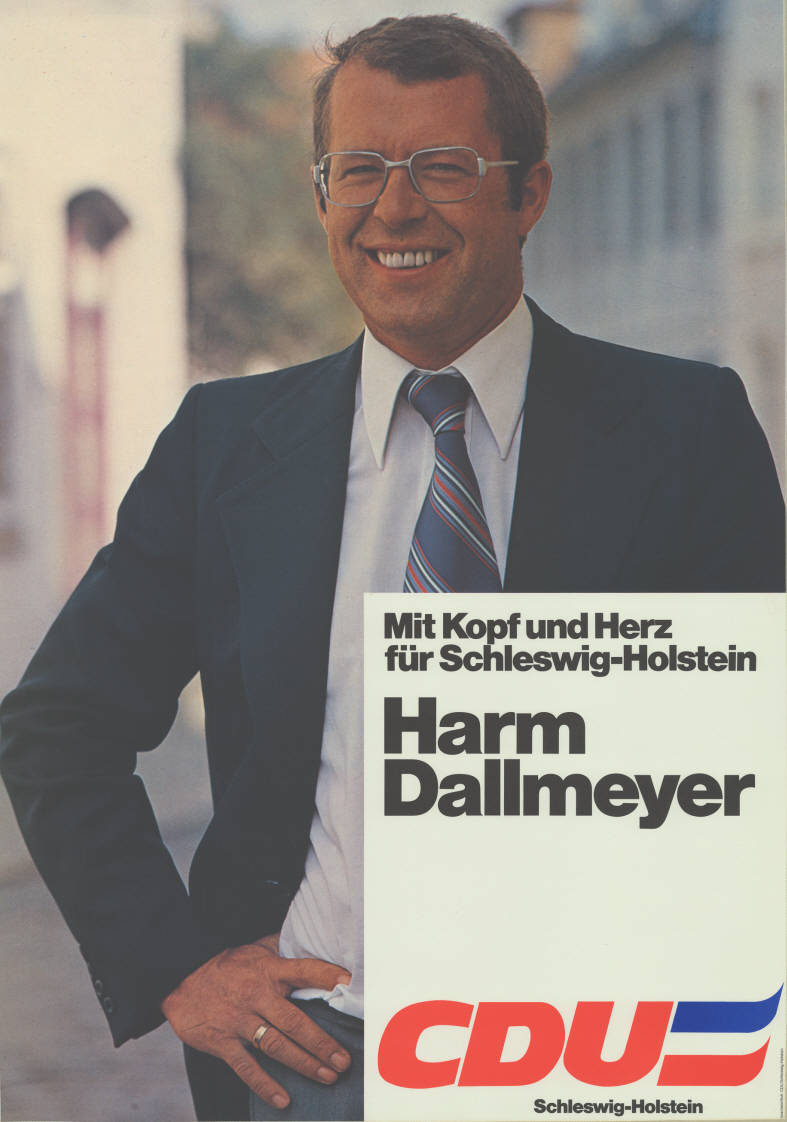
Kandidatenplakat Harm Dallmeyers zur Landtagswahl in Schleswig-Holstein 1979

Harm Dallmeyer (* 16. Dezember 1942 in Eckernförde; † 11. April 1983 in Schleswig) war ein deutscher Politiker der CDU.

## Beruf und Familie
Dallmeyer schloss die I. Kieler Mittelschule 1960 mit der Mittleren Reife ab und machte anschließend eine Zimmermannslehre, die er 1963 mit der Gesellenprüfung abschloss. Er wurde 1963 Bundeswehrsoldat, im Jahr 1965 wurde er zum Offizier befördert, und war dann von 1965 bis 1967 Zugführer im Schweren Pionierbataillon 620 Schleswig, anschließend bis 1970 Personaloffizier. Von 1970 bis 1972 war er Kompaniechef einer Pionierkompanie und von 1972 bis 1974 Offizier für Gefechtsführung, Organisation und Ausbildung des Bataillons. Im Jahr 1974 wurde er zum Major befördert und war ab 1974 als Adjutant und Zentraldezernent beim Chef des Stabes im Territorialkommando Schleswig-Holstein tätig, ab 1974 Verwendungslehrgang für Personalstabsoffiziere an der Führungsakademie.
Dallmeyer war verheiratet und Vater dreier Kinder.

## Politik
Dallmeyer trat im Jahr 1971 in die CDU ein. Er wurde Ortsvorsitzender in Schleswig und Mitglied des Kreisvorstandes. Von Dezember 1976 bis Oktober 1980 war er Generalsekretär der CDU Schleswig-Holstein.
Er wurde 1974 Ratsherr in Schleswig und war stellvertretender Sprecher der CDU-Fraktion im Rat und Vorsitzender des Arbeitskreises Stadtentwicklung. Vom 29. Mai 1979 bis zum 3. November 1980 war er Landtagsabgeordneter in Schleswig-Holstein. Im Landtag war er Mitglied des Innen- und Rechtsausschusses. Er legte sein Landtagsmandat nieder, nachdem er 1980 in den Bundestag gewählt wurde, dem er ab dem 4. November angehörte. Er wurde über die Landesliste der Christlich Demokratischen Union Deutschlands (CDU) in Schleswig-Holstein gewählt. Bei der Bundestagswahl 1983 war er erfolgreicher Direktkandidat im Wahlkreis Flensburg – Schleswig und blieb Mitglied des Bundestages bis zu seinem Tod am 11. April 1983.